# Gyponana dentata
Gyponana dentata är en insektsart som beskrevs av De Conconi 1972. Gyponana dentata ingår i släktet Gyponana och familjen dvärgstritar. Inga underarter finns listade i Catalogue of Life.